# Transitions
Transitions é um EP da banda Silverstein, lançado a 7 de Dezembro de 2010.
Após o lançamento do EP, Shane Told disse numa entrevista que a banda já tinha 16 canções para o novo álbum, muito mais para um disco "normal" da banda. Transitions tem duas faixas que irão aparecer no próximo álbum de estúdio em 2011, bem como três b-sides.

## Faixas[2]
1. "Sacrifice" - 2:35
2. "Darling Harbour" - 2:52
3. "Dancing on My Grave" - 3:16
4. "Replace You" (acústico) - 3:42
5. "Wish" (cover de Nine Inch Nails) - 3:31

| Críticas profissionais     | Críticas profissionais |
| Avaliações da crítica      | Avaliações da crítica  |
| Fonte                      | Avaliação              |
| -------------------------- | ---------------------- |
| The Marshalltown Chronicle | [ 5 ]                  |
| Absolutepunk.net           | (74%)                  |

## Créditos
- Shane Told - Vocal
- Neil Boshart - Guitarra
- Josh Bradford - Guitarra
- Bill Hamilton - Baixo
- Paul Koehler - Bateria, percussão